# Rhinoleucophenga breviplumata
Rhinoleucophenga breviplumata är en tvåvingeart som beskrevs av Oswald Duda 1927. Rhinoleucophenga breviplumata ingår i släktet Rhinoleucophenga och familjen daggflugor.
Artens utbredningsområde är Peru. Inga underarter finns listade i Catalogue of Life.